# Campylium
Campylium, auch Goldschlafmoose genannt, ist eine Gattung von Laubmoosen aus der Familie Amblystegiaceae. Der Name hat seinen Ursprung im Griechischen: campylos = gekrümmt, was sich sowohl auf die Blätter als auch auf die Sporenkapseln beziehen kann.

## Beschreibung
Die zarten bis kräftigen Pflanzen dieser Gattung wachsen mit unregelmäßig bis fiedrig verzweigten Stämmchen in gelbgrünen bis goldbraunen Rasen. Die meist sparrig abstehenden bis zurückgebogenen Blätter sind aus breiter Basis oft abrupt verschmälert und in eine lange Spitze ausgezogen. Der Blattrand ist glatt oder gezähnt und flach bis wenig umgebogen. Eine Blattrippe fehlt oder ist kurz und doppelt, seltener einfach und länger. Die Blattzellen sind linear-wurmförmig, in den oft deutlich abgegrenzten Blattflügeln rundlich-quadratisch.
Die Arten sind diözisch oder autözisch. Die zylindrische bis elliptische und gekrümmte Kapsel besitzt ein doppeltes Peristom. Der Kapseldeckel ist kegelig.

## Verbreitung und Standorte
Die Arten der Gattung sind weltweit verbreitet, besonders jedoch in den gemäßigten bis arktischen, antarktischen und tropisch-montanen Bereichen. Es sind Sumpf-, Erd- und Gesteinsmoose, die vorwiegend auf kalkreichem Untergrund wachsen.

## Arten
Zur Gattung Campylium werden weltweit 28 Arten gezählt, davon sind in Mitteleuropa vertreten:
- Campylium calcareum
- Campylium protensum
- Campylium radicale
- Campylium sommerfeltii
- Campylium stellatum

Mehrere ehemals zur Gattung Campylium gezählten Arten werden aktuell anderen Gattungen zugeordnet:
- Campylium chrysophyllum: siehe Campyliadelphus chrysophyllus (Brid.) Kanda
- Campylium elodes: siehe Campyliadelphus elodes (Lindb.) Kanda
- Campylium halleri: siehe Campylophyllum halleri (Hedw.) M.Fleisch. (Hypnaceae)
- Campylium polygamum: siehe Drepanocladus polygamus (Schimp.) Hedenäs